# District congressionnel at-large de Guam
Le District congressionnel at-large de Guam comprend toute la superficie du territoire américain de Guam. Il est représenté à la Chambre des Représentants des États-Unis par un délégué sans droit de vote depuis 1972. Son premier délégué, Antonio Borja Won Pat, était le représentant de Washington faisant pression pour un délégué depuis 1965, élu pour un mandat de quatre ans en 1964 et 1968. Il est actuellement représenté par le Républicain James Moylan qui représente le district depuis 2023.

## Liste des Représentants du district
| Délégué                             | Parti      | Années                           | Congrès     | Histoire électorale |
| ----------------------------------- | ---------- | -------------------------------- | ----------- | --- |
| District établit le 12 février 1970 |            |                                  |             | |
| Vacant                              | Vacant     | 12 février 1970 - 3 janvier 1973 | 91e , 92e   | |
| Antonio B. Won Pat (en)             | Démocrate  | 3 janvier 1973 - 3 janvier 1985  | 93e - 98e   | Élu en 1972. Réélu en 1974. Réélu en 1976. Réélu en 1978. Réélu en 1980. Réélu en 1982. Perd sa réélection.                                         |
| Vicente T. Blaz (en)                | Republican | 3 janvier 1985 - 3 janvier 1993  | 99e 102e    | Élu en 1984. Réélu en 1986. Réélu en 1988. Réélu en 1990. Perd sa réélection.                                                                       |
| Robert A. Underwood (en)            | Démocrate  | 3 janvier 1993 - 3 janvier 2003  | 103e - 107e | Élu en 1992. Réélu en 1994. Réélu en 1996. Réélu en 1998. Réélu en 2000. Retrait pour se présenter comme Gouverneur.                                |
| Madeleine Z. Bordallo               | Démocrate  | 3 janvier 2003 - 3 janvier 2019  | 108e - 115e | Élue en 2002. Réélue en 2004. Réélue en 2006. Réélue en 2008. Réélue en 2010. Réélue en 2012. Réélue en 2014. Réélue en 2016. Perd sa renomination. |
| Michael San Nicolas                 | Démocrate  | 3 janvier 2019 - 3 janvier 2023  | 116e , 117e | Élu en 2018. Réélu en 2020. Retrait pour se présenter comme Gouverneur.                                                                             |
| James Moylan                        | Republican | 3 janvier 2023 - Présent         | 118e        | Élu en 2022. |

## Résultats des récentes élections
Voici les résultats des dix précédents cycles électoraux dans le district.

### 2004
| Élection de 2004 du district congressionnel at-large de Guam | Élection de 2004 du district congressionnel at-large de Guam | Élection de 2004 du district congressionnel at-large de Guam | Élection de 2004 du district congressionnel at-large de Guam | Élection de 2004 du district congressionnel at-large de Guam |
| ------------------------------------------------------------ | ------------------------------------------------------------ | ------------------------------------------------------------ | ------------------------------------------------------------ | ------------------------------------------------------------ |
| Parti                                                        | Parti                                                        | Candidat                                                     | Votes                                                        | %                                                            |
|                                                              | Démocrate                                                    | Madeleine Bordallo (sortante)                                | 31 051                                                       | 97,4                                                         |
|                                                              | Républicain                                                  | Joseph F. Ada                                                | 14 836                                                       | 34,9                                                         |
|                                                              | Write-In                                                     | Write-In                                                     | 837                                                          | 2,6                                                          |
| Total des votes                                              | Total des votes                                              | Total des votes                                              | 31 888                                                       | 100 %                                                        |
|                                                              | Les Démocrates conservent                                    |                                                              |                                                              |                                                              |

### 2006
| Élection de 2006 du district congressionnel at-large de Guam | Élection de 2006 du district congressionnel at-large de Guam | Élection de 2006 du district congressionnel at-large de Guam | Élection de 2006 du district congressionnel at-large de Guam | Élection de 2006 du district congressionnel at-large de Guam |
| ------------------------------------------------------------ | ------------------------------------------------------------ | ------------------------------------------------------------ | ------------------------------------------------------------ | ------------------------------------------------------------ |
| Parti                                                        | Parti                                                        | Candidat                                                     | Votes                                                        | %                                                            |
|                                                              | Démocrate                                                    | Madeleine Bordallo (sortante)                                | 32 677                                                       | 96,5                                                         |
|                                                              | Write-In                                                     | Write-In                                                     | 1201                                                         | 3,5                                                          |
| Total des votes                                              | Total des votes                                              | Total des votes                                              | 33 878                                                       | 100 %                                                        |
|                                                              | Les Démocrates conservent                                    |                                                              |                                                              |                                                              |

### 2008
| Élection de 2008 du district congressionnel at-large de Guam | Élection de 2008 du district congressionnel at-large de Guam | Élection de 2008 du district congressionnel at-large de Guam | Élection de 2008 du district congressionnel at-large de Guam | Élection de 2008 du district congressionnel at-large de Guam |
| ------------------------------------------------------------ | ------------------------------------------------------------ | ------------------------------------------------------------ | ------------------------------------------------------------ | ------------------------------------------------------------ |
| Parti                                                        | Parti                                                        | Candidat                                                     | Votes                                                        | %                                                            |
|                                                              | Démocrate                                                    | Madeleine Bordallo (sortante)                                | 28 247                                                       | 94,6                                                         |
|                                                              | Write-In                                                     | Write-In                                                     | 1617                                                         | 5,4                                                          |
| Total des votes                                              | Total des votes                                              | Total des votes                                              | 29 864                                                       | 100 %                                                        |
|                                                              | Les Démocrates conservent                                    |                                                              |                                                              |                                                              |

### 2010
| Élection de 2010 du district congressionnel at-large de Guam | Élection de 2010 du district congressionnel at-large de Guam | Élection de 2010 du district congressionnel at-large de Guam | Élection de 2010 du district congressionnel at-large de Guam | Élection de 2010 du district congressionnel at-large de Guam |
| ------------------------------------------------------------ | ------------------------------------------------------------ | ------------------------------------------------------------ | ------------------------------------------------------------ | ------------------------------------------------------------ |
| Parti                                                        | Parti                                                        | Candidat                                                     | Votes                                                        | %                                                            |
|                                                              | Démocrate                                                    | Madeleine Bordallo (sortante)                                | 35 919                                                       | 95,9                                                         |
|                                                              | Républicain                                                  | Write-In                                                     | 796                                                          | 2,1                                                          |
|                                                              | Démocrate                                                    | Write-In                                                     | 706                                                          | 1,9                                                          |
| Total des votes                                              | Total des votes                                              | Total des votes                                              | 37 421                                                       | 100 %                                                        |
|                                                              | Les Démocrates conservent                                    |                                                              |                                                              |                                                              |

### 2012
| Élection de 2012 du district congressionnel at-large de Guam, | Élection de 2012 du district congressionnel at-large de Guam, | Élection de 2012 du district congressionnel at-large de Guam, | Élection de 2012 du district congressionnel at-large de Guam, | Élection de 2012 du district congressionnel at-large de Guam, |
| ------------------------------------------------------------- | ------------------------------------------------------------- | ------------------------------------------------------------- | ------------------------------------------------------------- | ------------------------------------------------------------- |
| Parti                                                         | Parti                                                         | Candidat                                                      | Votes                                                         | %                                                             |
|                                                               | Démocrate                                                     | Madeleine Bordallo (sortante)                                 | 20 174                                                        | 60,5                                                          |
|                                                               | Républicain                                                   | Frank F. Blas Jr.                                             | 13 160                                                        | 39,5                                                          |
| Total des votes                                               | Total des votes                                               | Total des votes                                               | 33 334                                                        | 100 %                                                         |
|                                                               | Les Démocrates conservent                                     |                                                               |                                                               |                                                               |

### 2014
| Élection de 2014 du district congressionnel at-large de Guam | Élection de 2014 du district congressionnel at-large de Guam | Élection de 2014 du district congressionnel at-large de Guam | Élection de 2014 du district congressionnel at-large de Guam | Élection de 2014 du district congressionnel at-large de Guam |
| ------------------------------------------------------------ | ------------------------------------------------------------ | ------------------------------------------------------------ | ------------------------------------------------------------ | ------------------------------------------------------------ |
| Parti                                                        | Parti                                                        | Candidat                                                     | Votes                                                        | %                                                            |
|                                                              | Démocrate                                                    | Madeleine Bordallo (sortante)                                | 20 693                                                       | 57,86                                                        |
|                                                              | Républicain                                                  | Margaret Metcalfe                                            | 14 956                                                       | 41,82                                                        |
|                                                              | Write-In                                                     | Write-In                                                     | 113                                                          | 0,32                                                         |
| Total des votes                                              | Total des votes                                              | Total des votes                                              | 35 762                                                       | 100 %                                                        |
|                                                              | Les Démocrates conservent                                    |                                                              |                                                              |                                                              |

### 2016
| Élection de 2016 du district congressionnel at-large de Guam | Élection de 2016 du district congressionnel at-large de Guam | Élection de 2016 du district congressionnel at-large de Guam | Élection de 2016 du district congressionnel at-large de Guam | Élection de 2016 du district congressionnel at-large de Guam |
| ------------------------------------------------------------ | ------------------------------------------------------------ | ------------------------------------------------------------ | ------------------------------------------------------------ | ------------------------------------------------------------ |
| Parti                                                        | Parti                                                        | Candidat                                                     | Votes                                                        | %                                                            |
|                                                              | Démocrate                                                    | Madeleine Bordallo (sortante)                                | 18 345                                                       | 53,69                                                        |
|                                                              | Républicain                                                  | Felix Perez Camacho                                          | 15 617                                                       | 45,71                                                        |
|                                                              | Write-In                                                     | Write-In                                                     | 206                                                          | 0,60                                                         |
| Total des votes                                              | Total des votes                                              | Total des votes                                              | 34 168                                                       | 100 %                                                        |
|                                                              | Les Démocrates conservent                                    |                                                              |                                                              |                                                              |

### 2018
| Élection de 2002 du district congressionnel at-large de Guam | Élection de 2002 du district congressionnel at-large de Guam | Élection de 2002 du district congressionnel at-large de Guam | Élection de 2002 du district congressionnel at-large de Guam | Élection de 2002 du district congressionnel at-large de Guam |
| ------------------------------------------------------------ | ------------------------------------------------------------ | ------------------------------------------------------------ | ------------------------------------------------------------ | ------------------------------------------------------------ |
| Parti                                                        | Parti                                                        | Candidat                                                     | Votes                                                        | %                                                            |
|                                                              | Démocrate                                                    | Michael San Nicolas                                          | 19 193                                                       | 54,85                                                        |
|                                                              | Républicain                                                  | Doris Flores-Brooks                                          | 15 398                                                       | 44,01                                                        |
|                                                              | Write-In                                                     | Write-In                                                     | 399                                                          | 1,14                                                         |
| Total des votes                                              | Total des votes                                              | Total des votes                                              | 34 990                                                       | 100 %                                                        |
|                                                              | Les Démocrates conservent                                    |                                                              |                                                              |                                                              |

### 2020
| Élection de 2020 du district congressionnel at-large de Guam | Élection de 2020 du district congressionnel at-large de Guam | Élection de 2020 du district congressionnel at-large de Guam | Élection de 2020 du district congressionnel at-large de Guam | Élection de 2020 du district congressionnel at-large de Guam |
| ------------------------------------------------------------ | ------------------------------------------------------------ | ------------------------------------------------------------ | ------------------------------------------------------------ | ------------------------------------------------------------ |
| Parti                                                        | Parti                                                        | Candidat                                                     | Votes                                                        | %                                                            |
|                                                              | Démocrate                                                    | Michael San Nicolas (sortant)                                | 13 000                                                       | 45,95                                                        |
|                                                              | Démocrate                                                    | Robert A. Underwood (en)                                     | 9300                                                         | 32,87                                                        |
|                                                              | Républicain                                                  | Wil Castro                                                   | 5942                                                         | 21,00                                                        |
|                                                              | Write-In                                                     | Write-In                                                     | 51                                                           | 0,18                                                         |
| Total des votes                                              | Total des votes                                              | Total des votes                                              | 28 293                                                       | 100 %                                                        |
|                                                              | Les Démocrates conservent                                    |                                                              |                                                              |                                                              |

| Second Tour de l'Élection de 2020 du district congressionnel at-large de Guam | Second Tour de l'Élection de 2020 du district congressionnel at-large de Guam | Second Tour de l'Élection de 2020 du district congressionnel at-large de Guam | Second Tour de l'Élection de 2020 du district congressionnel at-large de Guam | Second Tour de l'Élection de 2020 du district congressionnel at-large de Guam |
| ----------------------------------------------------------------------------- | ----------------------------------------------------------------------------- | ----------------------------------------------------------------------------- | ----------------------------------------------------------------------------- | ----------------------------------------------------------------------------- |
| Parti                                                                         | Parti                                                                         | Candidat                                                                      | Votes                                                                         | %                                                                             |
|                                                                               | Démocrate                                                                     | Michael San Nicolas (sortant)                                                 | 13 000                                                                        | 45,95                                                                         |
|                                                                               | Démocrate                                                                     | Robert A. Underwood (en)                                                      | 9300                                                                          | 32,87                                                                         |
|                                                                               | Sur-vote                                                                      | Sur-vote                                                                      | 5                                                                             | 0,03                                                                          |
|                                                                               | Sous-vote                                                                     | Sous-vote                                                                     | 28                                                                            | 0,16                                                                          |
| Total des votes                                                               | Total des votes                                                               | Total des votes                                                               | 17 355                                                                        | 100 %                                                                         |
|                                                                               | Les Démocrates conservent                                                     |                                                                               |                                                                               |                                                                               |

### 2022
| Primaire Républicaine de 2022 du district congressionnel at-large de Guam | Primaire Républicaine de 2022 du district congressionnel at-large de Guam | Primaire Républicaine de 2022 du district congressionnel at-large de Guam | Primaire Républicaine de 2022 du district congressionnel at-large de Guam | Primaire Républicaine de 2022 du district congressionnel at-large de Guam |
| ------------------------------------------------------------------------- | ------------------------------------------------------------------------- | ------------------------------------------------------------------------- | ------------------------------------------------------------------------- | ------------------------------------------------------------------------- |
| Parti                                                                     | Parti                                                                     | Candidat                                                                  | Votes                                                                     | %                                                                         |
|                                                                           | Républicain                                                               | James Moylan                                                              | 2632                                                                      | 99,7                                                                      |
|                                                                           | Write-In                                                                  | Write-In                                                                  | 9                                                                         | 0,3                                                                       |

| Primaire Démocrate de 2022 du district congressionnel at-large de Guam | Primaire Démocrate de 2022 du district congressionnel at-large de Guam | Primaire Démocrate de 2022 du district congressionnel at-large de Guam | Primaire Démocrate de 2022 du district congressionnel at-large de Guam | Primaire Démocrate de 2022 du district congressionnel at-large de Guam |
| ---------------------------------------------------------------------- | ---------------------------------------------------------------------- | ---------------------------------------------------------------------- | ---------------------------------------------------------------------- | ---------------------------------------------------------------------- |
| Parti                                                                  | Parti                                                                  | Candidat                                                               | Votes                                                                  | %                                                                      |
|                                                                        | Démocrate                                                              | Judith Won Pat                                                         | 9882                                                                   | 55,4                                                                   |
|                                                                        | Démocrate                                                              | Telena Cruz Nelson                                                     | 7878                                                                   | 44,2                                                                   |
|                                                                        | Write-In                                                               | Write-In                                                               | 67                                                                     | 0,4                                                                    |

| Élection de 2022 du district congressionnel at-large de Guam | Élection de 2022 du district congressionnel at-large de Guam | Élection de 2022 du district congressionnel at-large de Guam | Élection de 2022 du district congressionnel at-large de Guam | Élection de 2022 du district congressionnel at-large de Guam |
| ------------------------------------------------------------ | ------------------------------------------------------------ | ------------------------------------------------------------ | ------------------------------------------------------------ | ------------------------------------------------------------ |
| Parti                                                        | Parti                                                        | Candidat                                                     | Votes                                                        | %                                                            |
|                                                              | Républicain                                                  | James Moylan                                                 | 17 260                                                       | 52,1                                                         |
|                                                              | Démocrate                                                    | Judith Won Pat                                               | 15 636                                                       | 47,2                                                         |
|                                                              | Write-In                                                     | Write-In                                                     | 220                                                          | 0,7                                                          |
| Total des votes                                              | Total des votes                                              | Total des votes                                              | TBD                                                          | 100 %                                                        |
|                                                              | Les Républicains prennent aux Démocrates                     |                                                              |                                                              |                                                              |

### 2024
| Primaire Républicaine de 2024 du district congressionnel at-large de Guam | Primaire Républicaine de 2024 du district congressionnel at-large de Guam | Primaire Républicaine de 2024 du district congressionnel at-large de Guam | Primaire Républicaine de 2024 du district congressionnel at-large de Guam | Primaire Républicaine de 2024 du district congressionnel at-large de Guam |
| ------------------------------------------------------------------------- | ------------------------------------------------------------------------- | ------------------------------------------------------------------------- | ------------------------------------------------------------------------- | ------------------------------------------------------------------------- |
| Parti                                                                     | Parti                                                                     | Candidat                                                                  | Votes                                                                     | %                                                                         |
|                                                                           | Républicain                                                               | James Moylan                                                              | 3987                                                                      | 99,0                                                                      |
|                                                                           | Write-In                                                                  | Write-In                                                                  | 39                                                                        | 1,0                                                                       |

| Primaire Démocrate de 2024 du district congressionnel at-large de Guam | Primaire Démocrate de 2024 du district congressionnel at-large de Guam | Primaire Démocrate de 2024 du district congressionnel at-large de Guam | Primaire Démocrate de 2024 du district congressionnel at-large de Guam | Primaire Démocrate de 2024 du district congressionnel at-large de Guam |
| ---------------------------------------------------------------------- | ---------------------------------------------------------------------- | ---------------------------------------------------------------------- | ---------------------------------------------------------------------- | ---------------------------------------------------------------------- |
| Parti                                                                  | Parti                                                                  | Candidat                                                               | Votes                                                                  | %                                                                      |
|                                                                        | Démocrate                                                              | Ginger Cruz                                                            | 5163                                                                   | 40,7                                                                   |
|                                                                        | Démocrate                                                              | Armanda Shelton                                                        | 4301                                                                   | 33,9                                                                   |
|                                                                        | Démocrate                                                              | Michael F.Q. San Nicolas                                               | 3189                                                                   | 25,1                                                                   |
|                                                                        | Write-In                                                               | Write-In                                                               | 35                                                                     | 0,3                                                                    |

| Élection de 2024 du district congressionnel at-large de Guam | Élection de 2024 du district congressionnel at-large de Guam | Élection de 2024 du district congressionnel at-large de Guam | Élection de 2024 du district congressionnel at-large de Guam | Élection de 2024 du district congressionnel at-large de Guam |
| ------------------------------------------------------------ | ------------------------------------------------------------ | ------------------------------------------------------------ | ------------------------------------------------------------ | ------------------------------------------------------------ |
| Parti                                                        | Parti                                                        | Candidat                                                     | Votes                                                        | %                                                            |
|                                                              | Républicain                                                  | James Moylan (sortant)                                       | TBD                                                          | TBD                                                          |
|                                                              | Démocrate                                                    | Ginger Cruz                                                  | TBD                                                          | TBD                                                          |
| Total des votes                                              | Total des votes                                              | Total des votes                                              | TBD                                                          | 100 %                                                        |
|                                                              |                                                              |                                                              |                                                              |                                                              |